# 森元誠二

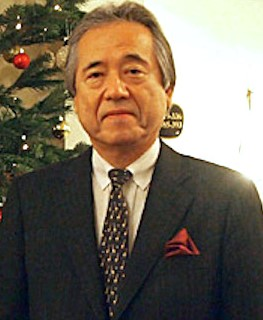
2014年撮影

森元 誠二（もりもと せいじ、1951年 - ）は、日本の外交官。オマーン駐箚特命全権大使などを経て、スウェーデン駐箚特命全権大使を歴任。

## 経歴・人物

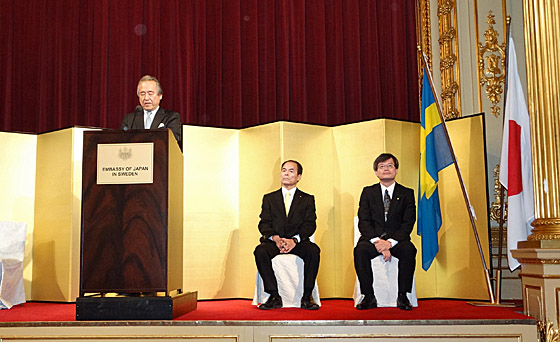
2014年12月8日、グランドホテルにてカリフォルニア大学サンタバーバラ校固体照明エネルギー電子工学センター所長中村修二（中央）、名古屋大学赤﨑記念研究センターセンター長天野浩（右）と

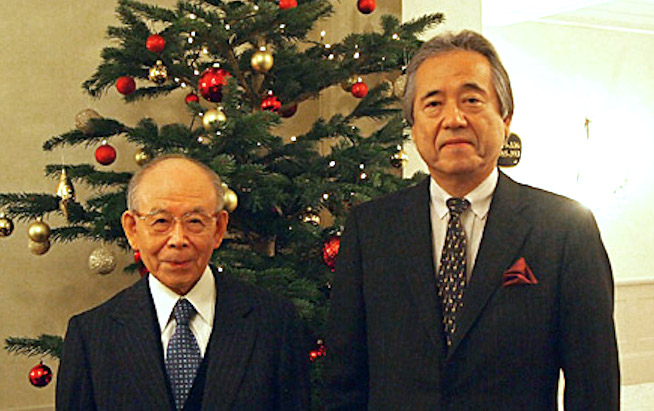
2014年、名城大学窒化物半導体基盤技術研究センターセンター長赤﨑勇（左）と

埼玉県出身。1975年（昭和50年）東京大学法学部を卒業し、外務省に入省した。フライブルク大学研修を経て1978年（昭和53年）在西ドイツ日本国大使館在勤。
在オーストリア日本国大使館一等書記官、在イラク日本国大使館、
外務省情報調査局分析課情報分析官、在ドイツ日本国大使館参事官、駐トルコ大使館公使参事官、内閣官房内閣外政審議室内閣審議官、外務省外務大臣官房参事官、外務省総合外交政策局国際社会協力部参事官、外務省総合政策局国際社会協力部審議官、在ウィーン国際機関日本政府代表部大使を経て2005年（平成17年）9月駐ドイツ次席公使などを経て、2008年（平成20年）オマーン駐箚特命全権大使。2011年（平成23年）10月1日、農畜産業振興機構理事。2013年（平成25年）4月1日東京大学大学院総合文化研究科グローバル地域研究機構付属中東地域研究センター客員教授。同年9月30日付で農畜産業振興機構理事退任。同年10月1日外務省大臣官房付を経て、同年10月11日、スウェーデン駐箚特命全権大使。2015年（平成27年）12月1日株式会社アーバンコネクションズ顧問。

## 同期
- 河相周夫（12年外務事務次官・10年内閣官房副長官補）
- 別所浩郎（12年駐韓大使・10年外務審議官）
- 奥田紀宏（13年駐カナダ大使・10年駐エジプト大使・08年国連次席大使）
- 谷崎泰明（13年外務省研修所長・10年駐ベトナム大使）
- 三輪昭（14年関西担当大使・10年駐ブラジル大使・08年駐ポルトガル大使）
- 鈴木庸一（13年駐フランス大使・10年駐シンガポール大使）
- 持田繁（10年国連事務総長副特別代表）
- 門司健次郎（13年ユネスコ代表部大使・10年駐カタール大使）
- 渥美千尋（11年駐アイルランド大使・08年駐パキスタン大使）
- 山口寿男（07年駐ノルウェー大使・06年駐イラク大使）
- 岸野博之（13年駐ラオス大使・10年駐エチオピア大使）
- 水城幾雄（10年駐パナマ大使）
- 江川明夫（13年駐スロバキア大使・10年駐ザンビア大使）
- 竹内春久（13年駐シンガポール大使・11年駐沖縄担当大使・08年駐イスラエル大使）
- 西林万寿夫（13年駐ギリシャ大使・10年兼北極担当大使・12年文化交流担当大使・09年駐キューバ大使）
- 篠塚保（12年国際テロ対策・組織犯罪対策協力担当兼サイバー政策担当大使・09年駐バングラデシュ大使）
- 小林祐武（98年外務省経済局総務参事官室課長補佐）
- 椿秀洋（12年駐ボリビア大使）
- 庄司隆一（11年駐ナイジェリア大使）
- 清水武則（11年駐モンゴル大使）
- 隈丸優次（13年駐カンボジア大使）
- 蒲原正義（13年駐カザフスタン大使・12年査察担当大使・9年駐グルジア大使）
- 藤田順三（13年駐ウガンダ大使）
- 丸尾眞（12年科学技術協力担当大使・10年駐キルギス大使）
- 名井良三（13年駐アンゴラ大使）
- 福田米蔵（11年駐ジンバブエ大使）
- 大部一秋（13年駐ウルグアイ大使）

## 著書

### 単著
- 『知られざる国 オマーン～激動する中東のオアシス～』，2012年，株式会社アーバン・コネクションズ